# Stegania postrecta
Stegania postrecta är en fjärilsart som beskrevs av Eugen Wehrli 1930. Stegania postrecta ingår i släktet Stegania och familjen mätare. Inga underarter finns listade i Catalogue of Life.